# Ischaemum agastyamalayanum
Ischaemum agastyamalayanum là một loài thực vật có hoa trong họ Hòa thảo. Loài này được Sreek., Janarth. & A.N.Henry mô tả khoa học đầu tiên năm 1988.